# 본 플로리스
본 플로러스(Von Flores, 1960년 4월 5일 ~ )는 캐나다의 배우이다.
말라본에서 태어났다.

## 출연 작품
- 네버 크라이 웨어울프 (2008년)
- 철없는 자매의 개과천선 프로젝트 (2006년)
- 햄 & 치즈 (2004년)
- 굿 쉐퍼드 (2004년)
- 복제 인간 (1997년)
- 어싸인먼트 (1997년)
- 파이널 컨플릭트 (1997년)
- 수수께끼 (1996년)
- 다크맨 3 (1996년)
- 전격 Z 명령 (1996년)
- 가족 만들기 소동 (1995년)
- 페이션트 리포터 (1995년)
- 코드명 J (1995년)
- 픽처 위도우즈 (1994년)
- 레이디 X (1994, Model by Day)
- 소프트 디시트 (1994년)
- 테크워 4 (1994년)
- 테크워 (1994년)
- 테크워 3 (1994년)
- 베스트 셀러 만들기 (1991년)

### 텔레비전
- 쿵후 2 - TV 시리즈 (1992년)
- 13일의 금요일 - TV 시리즈 (1987년)